# Grünwalder Stadion
A Grünwalder Stadion, teljes nevén Städtisches Stadion an der Grünwalder Straße (Grünwalder úti Városi Stadion) 1911. május 11-én lett átadva. A stadion a TSV 1860 München számára készült. 1925-ben egy kiegyezés alapján az FC Bayern München bérlője lehetett a stadionnak. Jelentőségét 1972-ben kezdte elveszíteni, amikor elkészült a Müncheni Olimpiai Stadion. Mára a TSV 1860 München és az FC Bayern München fiataljai, illetve az FC Bayern München női csapata számára nyújt otthont.

## Nyitómérkőzés
Az első mérkőzést a TSV 1860 München és az MTV München 1879 játszotta. A találkozót 4–0 arányban nyerte meg a TSV 1860 München.

## Tulajdonosok
- FC Bayern München (1926-1972)
- FC Bayern München II (1995-)
- SV Türk Gücü München (1988-1992)
- TSV 1860 München (1911-1995, 2004-2005)
- TSV 1860 München II (1995-)

1925-ben az FC Bayern München vezetősége kiegyezett a TSV 1860 München vezetőségével, így a Bayern is bérlője lehetett a stadionnak. Mégis közel 50 éven keresztül nem érezte otthon magát a saját stadionjában a Bayern. Több müncheni csapatnak nyújtott még otthont a Grünwalder stadion.
1995 óta az FC Bayern München és TSV 1860 München anyaegyesületek kezében van. Az FC Bayern München U23-as korosztálya és a női csapata hazai stadionja, valamint a TSV 1860 München U19-es és U21-es csapatának hazai pályája. A felnőttcsapatok az Allianz Arena gyepén osztoznak.